# Pterognathus longostilo
Pterognathus longostilo är en plattmaskart som beskrevs av Schilke 1970. Pterognathus longostilo ingår i släktet Pterognathus och familjen Gnathorhynchidae. Inga underarter finns listade i Catalogue of Life.